# Mesoleius irkutensis
Mesoleius irkutensis là một loài tò vò trong họ Ichneumonidae.